# Championnat du Gabon de football 1991
Navigation
Saison précédente Saison suivante
La saison 1991 du Championnat du Gabon de football est la quinzième édition du championnat de première division gabonaise, le Championnat National. Il se déroule sous la forme d’une poule unique avec neuf formations, qui s’affrontent à deux reprises, à domicile et à l’extérieur. À l’issue du championnat, les deux derniers du classement final sont relégués en deuxième division.
C'est l’AS Sogara qui remporte le championnat cette saison, après avoir terminé en tête du classement final, avec deux points d’avance sur l’ASMO Libreville et cinq sur le Cercle Sportif Batavéa. C'est le troisième titre de champion du Gabon de l'histoire du club. Le tenant du titre, la JAC Port-Gentil, termine avant-dernière du championnat et doit donc descendre en D2.
Pour une raison indéterminée, l’AS Douanes et AS Mangasport ne prennent pas part au championnat cette saison.

## Les clubs participants
| - USM Libreville - ASMO Libreville - AS Sogara - JAC Port-Gentil | - Locomotive FC - Shellsport FC - Petrosport FC - Delta FC - Cercle Sportif Batavéa |

## Compétition

### Classement
| Rang | Équipe                 | Pts | J  | G  | N | P | Bp | Bc | Diff |
| ---- | ---------------------- | --- | -- | -- | - | - | -- | -- | ---- |
| 1    | AS Sogara              | 23  | 16 | 10 | 3 | 3 |    |    |      |
| 2    | ASMO Libreville        | 21  | 16 | 8  | 5 | 3 |    |    |      |
| 3    | Cercle Sportif Batavéa | 18  | 16 | 7  | 4 | 5 |    |    |      |
| 4    | Delta FC               | 17  | 16 | 7  | 3 | 6 |    |    |      |
| 5    | Shellsport FC          | 14  | 16 | 5  | 4 | 7 |    |    |      |
| 6    | USM LibrevilleC        | 14  | 16 | 6  | 2 | 8 |    |    |      |
| 7    | Petrosport FC          | 13  | 16 | 3  | 7 | 6 |    |    |      |
| 8    | JAC Port-GentilT       | 13  | 16 | 5  | 3 | 8 |    |    |      |
| 9    | Locomotive FC          | 11  | 16 | 2  | 7 | 7 |    |    |      |

|  | Qualification pour la Coupe des clubs champions africains 1992 |
|  | Qualification pour la Coupe des Coupes 1992                    |
|  | Qualification pour la Coupe de la CAF 1992                     |
|  | Relégation directe en deuxième division                        |
|  | T : Tenant du titre C : Vainqueur de la Coupe du Gabon         |

## Bilan de la saison
| Championnat du Gabon de football 1991                             |                      |
| Champion                                                          | AS Sogara (3e titre) |
| Coupes et trophées                                                |                      |
| Vainqueur de la Coupe du Gabon 1991                               | USM Libreville       |
| Qualifications continentales                                      |                      |
| Coupe d'Afrique des clubs champions 1992                          | AS Sogara            |
| Coupe des Coupes 1992                                             | USM Libreville       |
| Coupe de la CAF 1993                                              | ASMO Libreville      |
| Promotions et relégations                                         |                      |
| Promus en Championnat National                                    | Aucun                |
| Relégués en Championnat du Gabon de football de deuxième division | JAC Port-Gentil      |
| Relégués en Championnat du Gabon de football de deuxième division | Locomotive FC        |